# Yao Ming
Yao Ming (chinês: 姚明, pinyin: Yáo Míng; Xangai, 12 de setembro de 1980) é um ex-jogador de basquetebol chinês que atuava na NBA. Com 2,29 m de altura, ano de 2008, considerado um dos jogadores mais altos da história da NBA, atuando no time dos Houston Rockets. Foi a 1ª escolha do draft em 2002 pelo Houston. Em 2003 foi eleito o rookie do mesmo ano. Desde 2003 até 2007 participou em todos os All-Star Game.
Yao, que nasceu em Xangai, começou a jogar pelos Sharks Xangai na época de juvenil, em 1997 ficando cinco temporadas seguidas, ate conseguir sua liberação junto a Associação Chinesa de Basquete (CBA).
Devido a problemas causados por seguidas lesões nos pés e tornozelos, o pivô anunciou sua aposentadoria do basquete durante uma coletiva de imprensa realizada em 20 de julho de 2011.
O anúncio gerou mais de 1 milhão de comentários na rede social chinesa Weibo. Ao saber do anúncio, David Stern comentaria que Yao havia sido "a ponte entre Estados Unidos e China" e uma "extraordinária mistura de talento, dedicação e aspirações humanitárias" Yao foi escolhido para a turma de 2016 do Hall da fama do basquete de Springfield.

## Carreira internacional
Yao participou das Olimpíadas de 2000 e 2004 e na edição de 2008. Carregou a tocha olímpica na edição de 2008 e levou a bandeira da delegação chinesa na edição de 2004.
Ganhou três vezes o FIBA Campeonato Asiático, nas edições de 2001(Xangai), 2003(Harbin) e 2005(Doha).

## Vida pessoal
Após sua aposentadoria do basquete, Yao foi estudar Economia na Universidade Jiao Tong de Xangai. Ele se formou em 2018.

## Meme
Durante uma entrevista coletiva, Yao Ming não conteve o riso. Sua fisionomia no momento do riso foi capturada em imagem e virou um  meme difundido na Internet.

## Estatísticas da NBA

### Temporada regular
| Ano      | Equipe  | PJ  | PT  | MPJ  | FG%  | 3P%   | LL%  | RT   | AS  | BR | TO  | PPJ  |
| -------- | ------- | --- | --- | ---- | ---- | ----- | ---- | ---- | --- | -- | --- | ---- |
| 2002-03  | Houston | 82  | 72  | 29.0 | .498 | .500  | .811 | 8.2  | 1.7 | .4 | 1.8 | 13.5 |
| 2003-04  | Houston | 82  | 82  | 32.8 | .522 | .000  | .809 | 9.0  | 1.5 | .3 | 1.9 | 17.5 |
| 2004-05  | Houston | 80  | 80  | 30.6 | .552 | .000  | .783 | 8.4  | .8  | .4 | 2.0 | 18.3 |
| 2005-06  | Houston | 57  | 57  | 34.2 | .519 | .000  | .853 | 10.2 | 1.5 | .5 | 1.6 | 22.3 |
| 2006-07  | Houston | 48  | 48  | 33.8 | .516 | .000  | .862 | 9.4  | 2.0 | .4 | 2.0 | 25.0 |
| 2007-08  | Houston | 55  | 55  | 37.2 | .507 | .000  | .850 | 10.8 | 2.3 | .5 | 2.0 | 22.0 |
| 2008-09  | Houston | 77  | 77  | 33.6 | .548 | 1.000 | .866 | 9.9  | 1.8 | .4 | 1.9 | 19.7 |
| 2010-11  | Houston | 5   | 5   | 18.2 | .486 | .000  | .938 | 5.4  | .8  | .0 | 1.6 | 10.2 |
| Carreira |         | 486 | 476 | 32.5 | .524 | .200  | .833 | 9.2  | 1.6 | .4 | 1.9 | 19.0 |
| All-Star |         | 5   | 5   | 18.2 | .529 | .000  | .667 | 4.2  | 1.6 | .2 | .2  | 8.0  |

### Playoffs
| Ano      | Equipe  | PJ | PT | MPJ  | FG%  | 3P%  | LL%  | RT   | AS  | BR | TO  | PPJ  |
| -------- | ------- | -- | -- | ---- | ---- | ---- | ---- | ---- | --- | -- | --- | ---- |
| 2004     | Houston | 5  | 5  | 37.0 | .456 | .000 | .765 | 7.4  | 1.8 | .4 | 1.4 | 15.0 |
| 2005     | Houston | 7  | 7  | 31.4 | .655 | .000 | .727 | 7.7  | .7  | .3 | 2.7 | 21.4 |
| 2007     | Houston | 7  | 7  | 37.1 | .440 | .000 | .880 | 10.3 | .9  | .1 | .7  | 25.1 |
| 2009     | Houston | 9  | 9  | 35.9 | .545 | .000 | .902 | 10.9 | 1.0 | .4 | 1.2 | 17.1 |
| Carreira |         | 28 | 28 | 35.3 | .519 | .000 | .833 | 9.3  | 1.0 | .3 | 1.5 | 19.8 |

## Prêmios e conquistas
- 8x NBA All-Star: 2003, 2004, 2005, 2006, 2007, 2008, 2009, 2011
- 5x All-NBA Team:
  - Segundo time: 2007, 2009
  - Terceiro time: 2004, 2006, 2008
  - 2x NBA All-Defensive Team:
  - Segundo time: 2004, 2006
- 1x NBA All-Rookie Team:
  - Primeiro time: 2003
- NBA Rookie All-Star Game: 2004
- Vencedor da medalha de ouro pela Seleção Chinesa 2001, 2003, 2005 Campeonato FIBA Asia
- MVP of the 2001, 2003, 2005 Campeonato FIBA Asia
- All-Tournament Team, Campeonato Mundial da FIBA: 2002
- Chinese Basketball Association Campeão: 2001-02
- Campeão dos rebotes na temporada 2001-02
- 2003 Sporting News Rookie of the Year
- 2003 Laureus Newcomer of the Year